# Asunción Balaguer
Pour les articles homonymes, voir Balaguer (homonymie).
María Asunción Balaguer Golobart, née à Manrèse le 8 novembre 1925 et morte le 23 novembre 2019 à Cercedilla, est une actrice espagnole.

## Biographie

### Famille
Asunción Balaguer est l'épouse de l'acteur Francisco Rabal de 1950 jusqu'à sa mort en 2001. Leurs enfants Benito et Teresa et leur petit-fils Liberto Rabal sont également acteurs.

## Filmographie

### Cinéma

#### Longs métrages
- 1952 : Perseguidos
- 1955 : El canto del gallo : femme misérable
- 1960 : 091 Policía al habla : Elena (comme Asuncion Balaguer)
- 1963 : El camino : Mère de Damián
- 1964 : Le Chemin de Ana Mariscal : mère de Daniel
- 1965 : María Rosa : Cándida (comme Mª Asunción Balaguer)
- 1968 : Cristóbal Colón
- 1969 : Los desafíos : Fernanda (segment 1) (comme María Asunción Balaguer)
- 1971 : La fille de l'exorciste
- 1973 : L'Autre Image (La otra imagen)
- 1982 : Loca por el circo : Matilde
- 1983 : Los desastres de la guerra
- 1985 : La hora bruja : Moniale (comme Asuncion Balaguer)
- 1986 : El hermano bastardo de Dios : Doña Trini
- 1986 : Lulú de noche : Josefina
- 1987 : El amor de ahora
- 1988 : Quimera
- 1989 : El mundo de Juan Lobón : grand-mère
- 1989 : Le Rêve du singe fou : Juana
- 1991 : Cómo ser mujer y no morir en el intento : Mère d'Antonio
- 1991 : L'homme qui a perdu son ombre : épouse d'Antonio
- 1992 : El largo invierno : Assumpta de Casals
- 1993 : El hombre de la nevera : Primitivo
- 1993 : El pájaro de la felicidad : Señora Rica
- 1993 : Homenaje a Francisco Rabal : Elle-même
- 1994 : How to Be Miserable and Enjoy It : Doña Charo
- 1995 : Boca a boca : Mère de Luci
- 1995 : El palomo cojo : Tata Caridad
- 1995 : Felicidades, Tovarich
- 1995 : La niña de tus sueños : grand-mère
- 1995 : Una casa en las afueras : Mère (comme Asuncion Balaguer)
- 1997 : Memorias del ángel caído : Juana
- 1997 : XI premios Goya : Elle-même - membre de l'audience
- 1998 : Divine : femme de la communauté
- 1999 : Extraños : Gloria
- 1999 : Wiped-Out Footprints : Leoni
- 2000 : Poisson lune : Benedita
- 2000 : XIV premios Goya : Elle-même - Presenter: Best Supporting Actor
- 2001 : Broken Silence : Juana
- 2001 : El sueño del caimán : Abuela Iñaki
- 2001 : Just Run! : Puri
- 2001 : Nada
- 2001 : Sólo mía : Tía Ángela
- 2002 : Días de boda : grand-mère
- 2002 : Las noches de Constantinopla
- 2002 : O Rapaz do Trapezio Voador : Adelina
- 2002 : Primer y último amor : Isabel Zapico
- 2004 : Mala uva : Paulina
- 2004 : È già ieri : Rosa
- 2005 : Las llaves de la independencia : Nieves
- 2007 : Aqua, el riu vermell : Cecília
- 2007 : My Way : Dolors
- 2008 : Enloquecidas : Carmen
- 2008 : La bella Otero : Carolina, une vieille
- 2009 : Hot School : grand-mère Emilio
- 2009 : XII premios Max de las artes escénicas : Elle-même - Presenter: Best Play
- 2010 : Alfonso, el príncipe maldito : Victoria Eugenia de Battenberg
- 2010 : Pájaros de papel : infirmière
- 2010 : Vidas pequeñas
- 2013 : Una mujer sin sombra : Elle-même
- 2013 : XVI Premios Max de las artes escénicas : Elle-même - Winner: Best Featured Actress in a Play
- 2014 : Huidas : Asunción
- 2015 : Barcelona Christmas Night : Julia
- 2016 : Cuervos

#### Courts métrages
- 1967 : Flash 05
- 1968 : El libro del buen amor : (voix)
- 1976 : Mis encuentros con Dámaso Alonso y sus poemas
- 1977 : Rafael Alberti en Roma... y en España
- 1985 : Pasaron los días
- 1998 : Ella no está sola
- 1999 : El beso de la tierra
- 2000 : La verdad si no miento
- 2002 : Perdidos
- 2002 : Un momento estelar
- 2005 : Rosario
- 2009 : Socarrat
- 2011 : Abstenerse agencias
- 2011 : Dulce
- 2012 : Efímera
- 2012 : Espectadores
- 2012 : Luisa no está en casa
- 2012 : Ojos que no ven
- 2013 : 2/05
- 2015 : Donde caen las hojas

### Télévision

#### Séries télévisées
- 1966 : Diego de Acevedo : María Luisa de Parma
- 1966-1973 : Novela[pas clair]
- 1973-1983 : Estudio 1 : Tía Mónica / Anne Putnam
- 1981 : De cerca : Elle-même - Invitée
- 1982-1985 : Estudio abierto : Elle-même - Invitée / Elle-même - Audience Member
- 1983 : Bla, bla, bla : Elle-même - Interviewée
- 1984 : Teatro : Portera
- 1984 : Teresa de Jesús[pas clair]
- 1985 : Página de sucesos : Ascensión
- 1988 : Gatos en el tejado : Diana
- 1989 : Juncal : Trini
- 1990 : La mujer de tu vida : Doña Resu
- 1991 : La huella del crimen 2 : Sra. Navarrete
- 1993 : Una gloria nacional
- 1993-1994 : Truhanes : Tía Amelia
- 1994 : Canguros : Abuela
- 1994 : Los ladrones van a la oficina : Consuelo
- 1994 : ¡Ay, Señor, Señor! : Doña Josefina
- 1995 : Médico de familia : Herme
- 1995 : Tren de cercanías : Elle-même - Invitée
- 1996 : Fuerzas ocultas : Elle-même
- 1996 : Yo, una mujer
- 1997-1999 : La casa de los líos : Sara / Conchita / Benita
- 2000 : ¡Ala... Dina! : Teresa
- 2001 : Robles, investigador
- 2002 : Ana y los 7 : Madre de Bruno
- 2002-2003 : Géminis, venganza de amor : María
- 2002-2006 : Hospital Central : María / Merceditas
- 2004 : 7 vidas : Abuela
- 2004 : Lo + plus : Elle-même - Invitée
- 2004 : ¿Dónde estás, corazón? : Elle-même - Invitée
- 2005 : Cada día : Elle-même - Invitée
- 2005 : Continuarà... : Elle-même - Interviewée
- 2005 : El comisario
- 2005 : Els matins a TV3 : Elle-même - Invitée
- 2005 : La Famille Serrano : Angustias
- 2005 : Vive la vida : Elle-même
- 2005-2006 : Corazón de... : Elle-même
- 2006 : Aquí no hay quien viva : Justiniana
- 2006 : La mandrágora : Elle-même
- 2006 : La tarda : Elle-même - Invitée
- 2007-2009 : Hermanos & detectives
- 2008 : Guante blanco : Felisa
- 2008 : MIR : Lina
- 2008 : Maitena: Estados alterados
- 2009 : Amar en tiempos revueltos : Doña Hortensia
- 2009 : La familia Mata
- 2010 : Hay alguien ahí
- 2011 : La noria : Elle-même - Invitée
- 2011-2013 : Grand Hôtel : Lady
- 2012 : Crónicas[pas clair] : Elle-même
- 2013 : A escena : Elle-même
- 2013 : La que se avecina : Marcelina
- 2013 : Les bracelets rouges : Encarna
- 2013-2014 : ¡Atención obras! : Elle-même
- 2014 : (S)avis : Elle-même - Invitée
- 2014 : B&b, de boca en boca : Doña Justa
- 2014 : Los misterios de Laura : Juanita
- 2015 : Amigas y conocidas : Elle-même - Invitée
- 2015 : Merlí : Iaia
- 2015-2016 : Cinema 3 : Elle-même - Interviewée
- 2015-2016 : Olmos y Robles : Domi
- 2016 : Chiringuito de Pepe : La Abuela

#### Téléfilms
- 1991 : Felicidades, Alberti : Elle-même
- 1995 : Un sueño de cine. Homenaje a Ana Belén : Elle-même - Audience Member (non créditée)
- 2005 : El cine en las venas : Elle-même
- 2006 : Cartas de Sorolla
- 2006 : La Chambre du fils : Anciana 2
- 2007 : Ceremonia de apertura - 55º Festival internacional de cine de San Sebastián : Elle-même
- 2009 : Un asunto conyugal : Enriqueta
- 2010 : Sí al amor : Elle-même
- 2012 : Ciudadano Villanueva
- 2013 : Institut del Teatre, els primers 100 anys : Elle-même (as Assumpció Balaguer)
- 2015 : Los Goya 29 edición : Elle-même - Performer & Presenter : Best Make-Up and Hairstyles

## Théâtre
- 2009 : El pisito.